# コーク伯爵
コーク伯爵（コークはくしゃく、Earl of Cork）は、アイルランド貴族の爵位である。
1620年、アングロ・アイリッシュの政治家、初代ボイル男爵リチャード・ボイル（Richard Boyle, 1st Baron Boyle、1566年 - 1643年）が叙爵を受けたことにより、創設された。リチャードは1616年にはすでにコーク県でボイル卿、ヨール男爵 (Lord Boyle, Baron of Youghal) に叙されていたほか、伯爵に叙されるのと同時にウォーターフォード県でダンガーヴァン子爵 (Viscount of Dungarvan) が創設された。これらの爵位はすべてアイルランド貴族である。

## 概要

### 初代 - 第5代

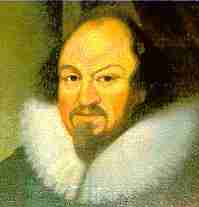
リチャード・ボイル
(初代コーク伯爵)

初代コーク伯爵リチャード・ボイルは「偉大なる伯爵」(Great Earl) として知られている。イングランドのカンタベリーで生まれたが、1588年にアイルランドに移住し、そこで結婚してコーク県に広大な土地を買った。1631年から1643年まで彼はアイルランド大蔵卿 (Lord Treasurer of Ireland) (英語版) を務めた。三男のロジャー・ボイル(Roger Boyle, 1st Earl of Orrery、1621年-1679年)が1660年にオーラリー伯爵に叙されたのを初めとして、その息子の内4人 が叙爵を受けたことで有名であり、ボイルの法則を発見した物理学者サー・ロバート・ボイル (Sir Robert Boyle、1627年-1691年) は7番目の息子である。
1643年初代伯爵が亡くなると、コーク伯爵位は長兄ロジャー・ボイル (Roger Boyle、1606年-1615年) が若くして亡くなっていたため、二男のリチャード・ボイル (Richard Boyle、1612年-1698年) に承継された。第2代伯爵は前年既に彼の弟ルイス・ボイル (Lewis Boyle、1619年-1642年) から、勅許状の特別遺贈によりキナルミーキーのボイル子爵位 (Viscount Boyle of Kinalmeaky)(英語版) を承継していた。彼は第2代クリフォード女男爵エリザベス・クリフォードと結婚し、1644年、ヨーク州でイングランド貴族であるレーンズボローのクリフォード男爵位 (Baron Clifford of Lanesborough) を創設した。彼は後にアイルランド大蔵卿 (Lord Treasurer of Ireland) (英語版) となり、ヨークシャー・ウェスト・ライディング統監 (Lord Lieutenant of the West Riding of Yorkshire) (英語版) となった。1664年、さらにイングランド貴族であるバーリントン伯爵位を叙爵された:77。
リチャードの唯一の息子で相続人のチャールズ・ボイル (Charles Boyle、1639年-1694年) は、1663年に父親が従属爵位として保持していたダンガーヴァン子爵位によって、繰上勅書でアイルランド王国貴族院に召喚された。チャールズは後にイングランドのタムワース (Tamworth) (英語版) とヨークシャーからイングランド王国庶民院議員に選出された。1689年、チャールズは父のレーンズボローのクリフォード男爵位によって、繰上勅書でイングランド王国貴族院に召喚された:77。

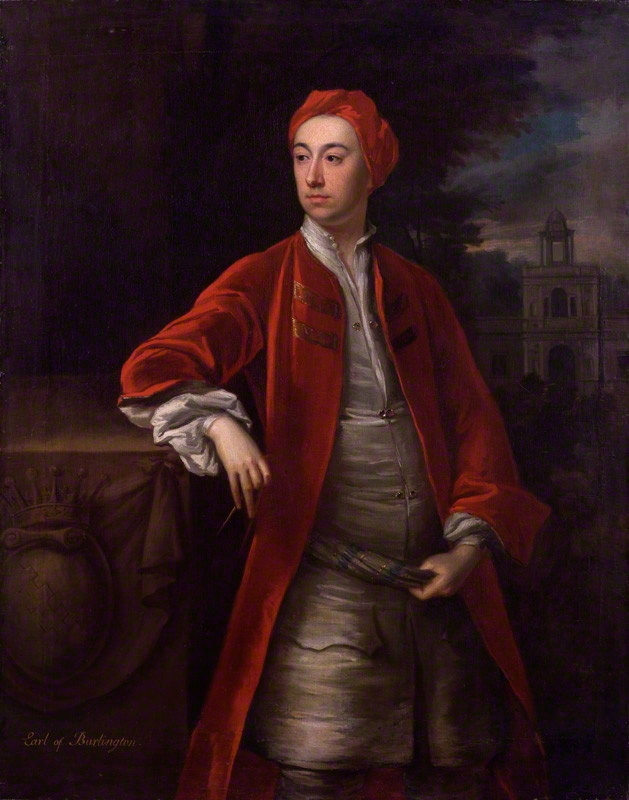
リチャード・ボイル
(第4代コーク伯爵)
(第3代バーリントン伯爵)

1698年第2代伯爵が亡くなるとコーク伯爵位は第2代伯爵の孫で、第3代ダンガーヴァン子爵の息子であるチャールズ・ボイル (Charles Boyle、1660年–1704年) に承継された。彼はアイルランド大蔵卿であり、ヨークシャー・ウェスト・ライディング統監であった:77。
1704年第3代伯爵が亡くなると、爵位は唯一の息子リチャード・ボイルに承継された。 彼はバーリントン伯爵として知られ、パッラーディオによる古代ローマの建築図面を出版し、ウィリアム・ケントと共にチジックハウスの設計をした著名な建築家であった:77。
1753年に第4代伯爵のリチャードが亡くなると、彼には息子がいなかったため、レーンズボローのクリフォード男爵位とバーリントン伯爵位は廃絶となった。彼のバーリントン・エステート (バーリントンハウス周辺一体の不動産) とクリフォード男爵位は一人生き残っていた彼の娘シャーロットにより承継された。彼女は第4代デヴォンシャー公爵ウィリアム・キャヴェンディッシュと結婚し、その三男ジョージ・キャヴェンディッシュ (George Augustus Henry Cavendish、1754年-1834年) (英語版) は1831年にバーリントン伯爵位を復活させた。
コーク伯爵位は三従兄弟 (曾祖父の初代バーリントン伯爵の弟のオーラリー伯ロジャー・ボイルの曾孫) 第5代オーラリー伯爵ジョン・ボイルに承継され彼が第5代伯爵となった。ジョンは既にアイルランド貴族のブロッグヒル男爵位とイングランド貴族のマーストンのボイル男爵位を承継しており、この爵位は1999年までイギリス貴族院に議席を有することとなった。彼は作家でジョナサン・スウィフト (Jonathan Swift、1667年-1745年) 、アレキサンダー・ポープ (Alexander Pope、1688年-1744年) 、サミュエル・ジョンソン (Samuel Johnson、 1709年-1784年) 等と友人であった。

### 第6代 - 第15代
1762年第5代伯爵の没後コーク伯爵位は、長男チャールズが1759年に亡くなっていたため次男のハミルトンに承継された。彼はシャルルヴィル選挙区 (英語版) からアイルランド庶民院に、またウォリック選挙区 (英語版) からイングランド庶民院に選出された。

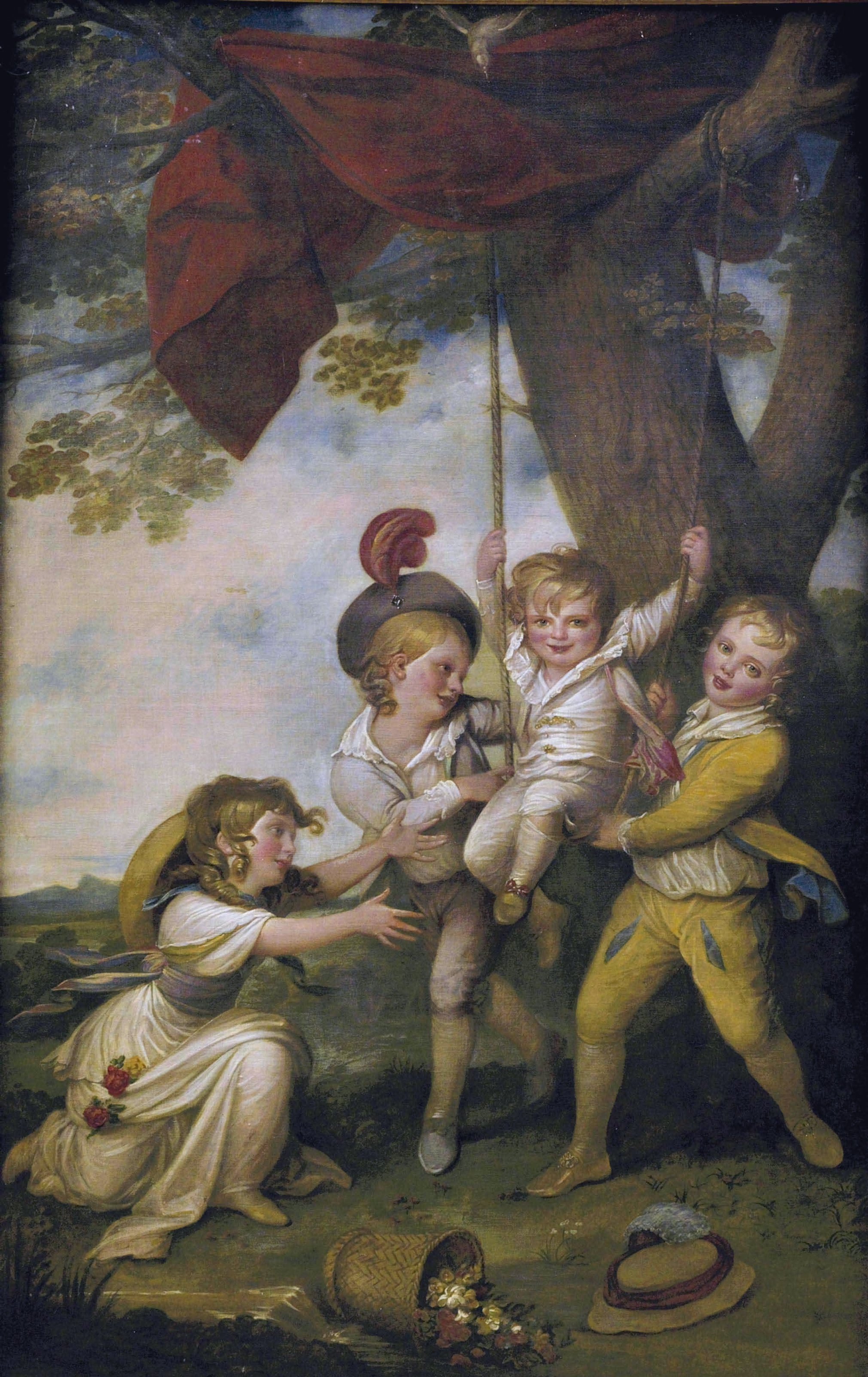
エドマンド・ボイル
(第7代コーク伯爵)の
子供達 (左からルーシー、エドマンド、コートニー、リチャード 1775年頃
リチャード・コズウェイ作

1764年、第6代伯爵ハミルトン・ボイルは未婚のまま34歳で亡くなったため、伯爵位は彼の異母弟のエドマンドに承継された。第7代伯爵は彼の2番目の妻メアリー・モンクトン (Mary Monckton、1746年-1840年) (英語版) と、彼女が50年間にわたり文筆界の中心的存在であったということで有名である。
1798年にエドマンドが亡くなると、彼の長男ジョンは既に亡くなっていたため爵位は次男のエドマンドが承継し第8代コーク伯爵となった。彼はイギリス陸軍大将で、フランス革命戦争やナポレオン戦争で戦った。
第8代伯爵が1856年に亡くなり、爵位は孫のリチャード (Richard Edmund St Lawrence Boyle, 9th Earl of Cork、1829年-1904年) (英語版) に承継された。彼は第8代伯爵の次男ダンガーヴァン子爵チャールズ・ボイルの息子だった。第9代伯爵はイギリス自由党の政治家でマスター・オブ・ザ・ホース (英語版) の将校 (Master of the Buckhounds) (英語版) としてジョン・ラッセル・ウィリアム・グラッドストン・アーチボルド・プリムローズ等の下で働いていた。
1904年リチャードから爵位を承継した長男のチャールズ (Charles Spencer Canning Boyle, 10th Earl of Cork and Orrery、1861年-1925年) は第二次ボーア戦争で戦った兵士だったが、1925年子供がいないまま亡くなった。
チャールズの爵位は彼の弟ロバート (Robert John Lascelles Boyle、1864年-1934年) が引き継ぎ第11代伯爵となった。彼もまた子供がいないまま1934年に亡くなったため、爵位は彼の又従兄弟のウィリアム (William Boyle, 12th Earl of Cork and Orrery、1873年-1967年) (英語版) に承継された。第12代伯爵は第8代伯爵の三男ジョン・ボイルの孫だった。彼はイギリス海軍の提督で、特に1940年のナルヴィクの戦いへの参戦で有名である。
第12代伯爵も子供のないまま1967年に亡くなり、爵位は甥のパトリック (Patrick Reginald Boyle、13th Earl of Cork and 13th Earl of Orrery、1910年–1995年) に承継された。彼はレジナルド・コートニー・ボイル (Reginald Courtenay Boyle) の長男だった。彼はイギリス貴族院の副議長を務め、1973年から1978年まで貴族院の委員会副委員長を務めた。
パトリックもまた子供がいないまま1995年に亡くなったため、爵位は弟のジョン (John Boyle, 14th Earl of Cork、1916年-2003年) が承継し第14代伯爵となった。
2016年現在、コーク伯爵位は2003年に承継したジョンの長男ジョン・リチャード・ボイル (John Richard Boyle, 15th Earl of Cork and 15th Earl of Orrery、1945年生) 第15代伯爵により保持されている。

## 現当主の保有爵位
現当主である第15代コーク伯爵ジョン・ボイルは、以下の爵位を有する。
- 第15代コーク伯爵(15th Earl of Cork)
（1620年10月26日の勅許状によるアイルランド貴族爵位）
- 第15代オレリー伯爵（英語版）(15th Earl of Orrery)
（1660年9月5日の勅許状によるアイルランド貴族爵位）
- 第16代ダンガーヴァン子爵(16th Viscount Dungarvan)
（1620年10月26日の勅許状によるアイルランド貴族爵位）
- 第15代コーク県キナルミーキーのボイル子爵(15th Viscount Boyle, of Kinalmeaky in the County of Cork)
（1627年2月28日の勅許状によるアイルランド貴族爵位）
- 第15代バンドン・ブリッジのボイル男爵(15th Baron Boyle of Bandon Bridge)
（1627年2月28日の勅許状によるアイルランド貴族爵位）
- 第15代ヨールのボイル男爵(15th Baron Boyle of Youghal)
（1616年9月6日の勅許状によるアイルランド貴族爵位）
- 第15代ブローギルのボイル男爵(15th Baron Boyle of Broghill)
（1627年2月28日の勅許状によるアイルランド貴族爵位）
- 第15代サマセット州マーストンにおけるマーストンのボイル男爵(12th Baron Boyle of Marston, of Marston in the County of Somerset)
（1711年9月5日の勅許状によるグレートブリテン貴族爵位）

## コーク伯爵 (1620年創設)

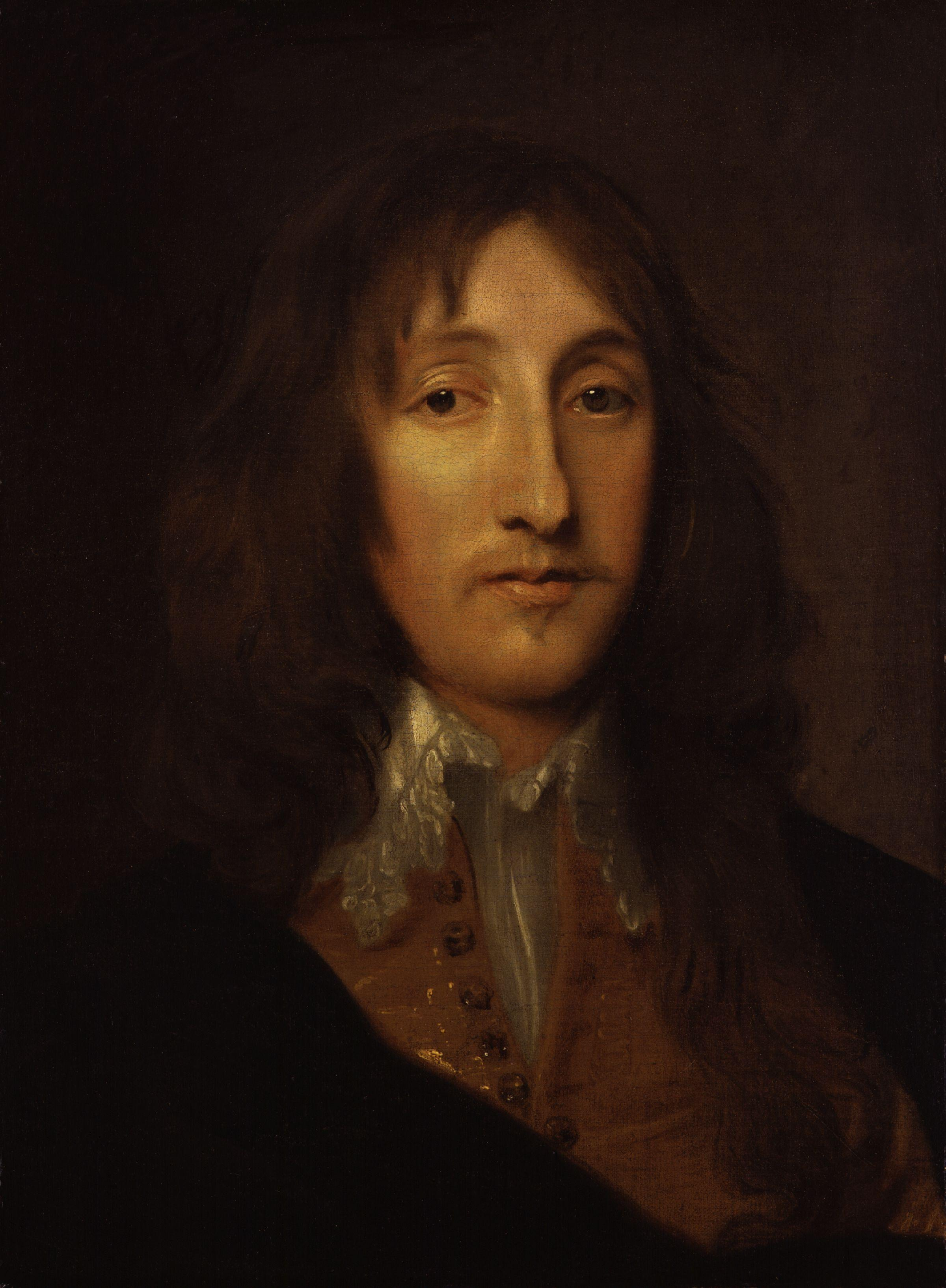
リチャード・ボイル
(第2代コーク伯爵)
(初代バーリントン伯爵)

伯爵位を承継する時点で死亡していた相続人は段落下げしている。
- リチャード・ボイル (初代コーク伯爵) (1566–1643)
  - ロジャー・ボイル  (1606–1615)
- リチャード・ボイル (初代バーリントン伯爵、第2代コーク伯爵) (1612–1698) 
  - チャールズ・ボイル (第3代ダンガーヴァン子爵) (1639–1694)
- チャールズ・ボイル (第2代バーリントン伯爵、第3代コーク伯爵) (1669–1704)
- リチャード・ボイル (第3代バーリントン伯爵、第4代コーク伯爵) (1694–1753)
- ジョン・ボイル (第5代コーク伯爵、第5代オーラリー伯爵) (1707–1762)
  - チャールズ・ボイル (ダンガーヴァン子爵) (1729–1759)
- ハミルトン・ボイル (第6代コーク伯爵、第6代オーラリー伯爵) (1729–1764)
- エドマンド・ボイル (第7代コーク伯爵、第7代オーラリー伯爵) (1742–1798)
  - ジョン・リチャード・ボイル (ダンガーヴァン子爵) (1765–1768)
- エドマンド・ボイル (第8代コーク伯爵、第8代オーラリー伯爵) (1767–1856) (英語版)
  - エドマンド・ウィリアム・ボイル (ダンガーヴァン子爵) (1798–1826)
  - チャールズ・ボイル (ダンガーヴァン子爵)  (1800–1834)
- リチャード・エドマンド・セント・ローレンス・ボイル (第9代コーク伯爵、第9代オーラリー伯爵)  (1829–1904) (英語版)
- チャールズ・スペンサー・カニング・ボイル (第10代コーク伯爵、第10代オーラリー伯爵)  (1861–1925) (英語版)
- ロバート・ジョン・ラッセルズ・ボイル (第11代コーク伯爵、第11代オーラリー伯爵) (1864–1934)
- ウィリアム・ヘンリー・ダドリー・ボイル (第12代コーク伯爵、第12代オーラリー伯爵) (1873–1967) (英語版)
- パトリック・レジナルド・ボイル (第13代コーク伯爵、第13代オーラリー伯爵) (1910–1995)
- ジョン・ウィリアム・ボイル (第14代コーク伯爵、第14代オーラリー伯爵) (1916–2003) (英語版)
- ジョン・リチャード・ボイル (第15代コーク伯爵、第15代オーラリー伯爵) (1945年生) (英語版)

2016年現在の法定推定相続人はダンガーヴァン子爵ジョナサン・コートニー・ボイル (Jonathan Courtenay Boyle、1978年生) である。

## 系譜図
|  |  |                              |                              |                              |                              |                                                                                              |                                                                                              |                                                                                              |                                                                                              |                                                                                              |                                                                                              |                                                                                               |                                                                                               |                                                                                               |                                                                                               |                                                                                               |                                                                                               |                                                 |                                                 |                                                                                             |                                                                                             |                                                                                             |                                                                                             |                                                                                             |                                                                                             |                                                                                            |                                                                                            |                                                                                               |                                                                                               | リチャード・ボイル 初代コーク伯爵 初代ダンガーヴァン子爵 (1566–1643)                          |                                                                                               |                                                                                               |                                                                                               |                                                                                            |                                                                                            |                                                                                            |                                                                                            |                                                                                            |                                                                                            |                                                                                           |                                                                                           |                                      |                                      |  |  |                                                  |                                                  |                                                  |                                                  |                                                  |                                                  |  |  |                                                  |                                                  |                                                  |                                                  |                                                  |                                                  |  |  |                              |                              |                              |                              |                              |                              |  |  |  |  |  |  |  |  |  |  |  |  |  |  |  |  |  |  |  |  |  |  |  |  |  |  |  |  |  |  |
|  |  |                              |                              |                              |                              |                                                                                              |                                                                                              |                                                                                              |                                                                                              |                                                                                              |                                                                                              |                                                                                               |                                                                                               |                                                                                               |                                                                                               |                                                                                               |                                                                                               |                                                 |                                                 |                                                                                             |                                                                                             |                                                                                             |                                                                                             |                                                                                             |                                                                                             |                                                                                            |                                                                                            |                                                                                               |                                                                                               |                                                                                               |                                                                                               |                                                                                               |                                                                                               |                                                                                            |                                                                                            |                                                                                            |                                                                                            |                                                                                            |                                                                                            |                                                                                           |                                                                                           |                                      |                                      |  |  |                                                  |                                                  |                                                  |                                                  |                                                  |                                                  |  |  |                                                  |                                                  |                                                  |                                                  |                                                  |                                                  |  |  |                              |                              |                              |                              |                              |                              |  |  |  |  |  |  |  |  |  |  |  |  |  |  |  |  |  |  |  |  |  |  |  |  |  |  |  |  |  |  |
|  |  |                              |                              |                              |                              |                                                                                              |                                                                                              |                                                                                              |                                                                                              |                                                                                              |                                                                                              |                                                                                               |                                                                                               |                                                                                               |                                                                                               |                                                                                               |                                                                                               |                                                 |                                                 |                                                                                             |                                                                                             |                                                                                             |                                                                                             |                                                                                             |                                                                                             |                                                                                            |                                                                                            |                                                                                               |                                                                                               |                                                                                               |                                                                                               |                                                                                               |                                                                                               |                                                                                            |                                                                                            |                                                                                            |                                                                                            |                                                                                            |                                                                                            |                                                                                           |                                                                                           |                                      |                                      |  |  |                                                  |                                                  |                                                  |                                                  |                                                  |                                                  |  |  |                                                  |                                                  |                                                  |                                                  |                                                  |                                                  |  |  |                              |                              |                              |                              |                              |                              |  |  |  |  |  |  |  |  |  |  |  |  |  |  |  |  |  |  |  |  |  |  |  |  |  |  |  |  |  |  |
|  |  | ロジャー・ボイル (1606-1615) | ロジャー・ボイル (1606-1615) | ロジャー・ボイル (1606-1615) | ロジャー・ボイル (1606-1615) | ロジャー・ボイル (1606-1615)                                                                 | ロジャー・ボイル (1606-1615)                                                                 |                                                                                              |                                                                                              | リチャード・ボイル 第2代コーク伯爵 初代バーリントン伯爵 第2代ダンガーヴァン子爵 (1612–1698)  | リチャード・ボイル 第2代コーク伯爵 初代バーリントン伯爵 第2代ダンガーヴァン子爵 (1612–1698)  | リチャード・ボイル 第2代コーク伯爵 初代バーリントン伯爵 第2代ダンガーヴァン子爵 (1612–1698)   | リチャード・ボイル 第2代コーク伯爵 初代バーリントン伯爵 第2代ダンガーヴァン子爵 (1612–1698)   | リチャード・ボイル 第2代コーク伯爵 初代バーリントン伯爵 第2代ダンガーヴァン子爵 (1612–1698)   | リチャード・ボイル 第2代コーク伯爵 初代バーリントン伯爵 第2代ダンガーヴァン子爵 (1612–1698)   |                                                                                               |                                                                                               |                                                 |                                                 |                                                                                             |                                                                                             | ルイス・ボイル 初代キナルミーキーのボイル子爵 (1619-1642)                                   | ルイス・ボイル 初代キナルミーキーのボイル子爵 (1619-1642)                                   | ルイス・ボイル 初代キナルミーキーのボイル子爵 (1619-1642)                                   | ルイス・ボイル 初代キナルミーキーのボイル子爵 (1619-1642)                                   | ルイス・ボイル 初代キナルミーキーのボイル子爵 (1619-1642)                                  | ルイス・ボイル 初代キナルミーキーのボイル子爵 (1619-1642)                                  |                                                                                               |                                                                                               |                                                                                               |                                                                                               |                                                                                               |                                                                                               |                                                                                            |                                                                                            | ロジャー・ボイル 初代オーラリー伯爵 (1621–1679)                                            | ロジャー・ボイル 初代オーラリー伯爵 (1621–1679)                                            | ロジャー・ボイル 初代オーラリー伯爵 (1621–1679)                                            | ロジャー・ボイル 初代オーラリー伯爵 (1621–1679)                                            | ロジャー・ボイル 初代オーラリー伯爵 (1621–1679)                                           | ロジャー・ボイル 初代オーラリー伯爵 (1621–1679)                                           |                                      |                                      |  |  |                                                  |                                                  |                                                  |                                                  |                                                  |                                                  |  |  | フランシス・ボイル 初代シャノン子爵 (1623–1699)  | フランシス・ボイル 初代シャノン子爵 (1623–1699)  | フランシス・ボイル 初代シャノン子爵 (1623–1699)  | フランシス・ボイル 初代シャノン子爵 (1623–1699)  | フランシス・ボイル 初代シャノン子爵 (1623–1699)  | フランシス・ボイル 初代シャノン子爵 (1623–1699)  |  |  | ロバート・ボイル (1627-1691) | ロバート・ボイル (1627-1691) | ロバート・ボイル (1627-1691) | ロバート・ボイル (1627-1691) | ロバート・ボイル (1627-1691) | ロバート・ボイル (1627-1691) |  |  |  |  |  |  |  |  |  |  |  |  |  |  |  |  |  |  |  |  |  |  |  |  |  |  |  |  |  |  |
|  |  | ロジャー・ボイル (1606-1615) | ロジャー・ボイル (1606-1615) | ロジャー・ボイル (1606-1615) | ロジャー・ボイル (1606-1615) | ロジャー・ボイル (1606-1615)                                                                 | ロジャー・ボイル (1606-1615)                                                                 |                                                                                              |                                                                                              | リチャード・ボイル 第2代コーク伯爵 初代バーリントン伯爵 第2代ダンガーヴァン子爵 (1612–1698)  | リチャード・ボイル 第2代コーク伯爵 初代バーリントン伯爵 第2代ダンガーヴァン子爵 (1612–1698)  | リチャード・ボイル 第2代コーク伯爵 初代バーリントン伯爵 第2代ダンガーヴァン子爵 (1612–1698)   | リチャード・ボイル 第2代コーク伯爵 初代バーリントン伯爵 第2代ダンガーヴァン子爵 (1612–1698)   | リチャード・ボイル 第2代コーク伯爵 初代バーリントン伯爵 第2代ダンガーヴァン子爵 (1612–1698)   | リチャード・ボイル 第2代コーク伯爵 初代バーリントン伯爵 第2代ダンガーヴァン子爵 (1612–1698)   |                                                                                               |                                                                                               |                                                 |                                                 |                                                                                             |                                                                                             | ルイス・ボイル 初代キナルミーキーのボイル子爵 (1619-1642)                                   | ルイス・ボイル 初代キナルミーキーのボイル子爵 (1619-1642)                                   | ルイス・ボイル 初代キナルミーキーのボイル子爵 (1619-1642)                                   | ルイス・ボイル 初代キナルミーキーのボイル子爵 (1619-1642)                                   | ルイス・ボイル 初代キナルミーキーのボイル子爵 (1619-1642)                                  | ルイス・ボイル 初代キナルミーキーのボイル子爵 (1619-1642)                                  |                                                                                               |                                                                                               |                                                                                               |                                                                                               |                                                                                               |                                                                                               |                                                                                            |                                                                                            | ロジャー・ボイル 初代オーラリー伯爵 (1621–1679)                                            | ロジャー・ボイル 初代オーラリー伯爵 (1621–1679)                                            | ロジャー・ボイル 初代オーラリー伯爵 (1621–1679)                                            | ロジャー・ボイル 初代オーラリー伯爵 (1621–1679)                                            | ロジャー・ボイル 初代オーラリー伯爵 (1621–1679)                                           | ロジャー・ボイル 初代オーラリー伯爵 (1621–1679)                                           |                                      |                                      |  |  |                                                  |                                                  |                                                  |                                                  |                                                  |                                                  |  |  | フランシス・ボイル 初代シャノン子爵 (1623–1699)  | フランシス・ボイル 初代シャノン子爵 (1623–1699)  | フランシス・ボイル 初代シャノン子爵 (1623–1699)  | フランシス・ボイル 初代シャノン子爵 (1623–1699)  | フランシス・ボイル 初代シャノン子爵 (1623–1699)  | フランシス・ボイル 初代シャノン子爵 (1623–1699)  |  |  | ロバート・ボイル (1627-1691) | ロバート・ボイル (1627-1691) | ロバート・ボイル (1627-1691) | ロバート・ボイル (1627-1691) | ロバート・ボイル (1627-1691) | ロバート・ボイル (1627-1691) |  |  |  |  |  |  |  |  |  |  |  |  |  |  |  |  |  |  |  |  |  |  |  |  |  |  |  |  |  |  |
|  |  |                              |                              |                              |                              |                                                                                              |                                                                                              |                                                                                              |                                                                                              |                                                                                              |                                                                                              |                                                                                               |                                                                                               |                                                                                               |                                                                                               |                                                                                               |                                                                                               |                                                 |                                                 |                                                                                             |                                                                                             |                                                                                             |                                                                                             |                                                                                             |                                                                                             |                                                                                            |                                                                                            |                                                                                               |                                                                                               |                                                                                               |                                                                                               |                                                                                               |                                                                                               |                                                                                            |                                                                                            |                                                                                            |                                                                                            |                                                                                            |                                                                                            |                                                                                           |                                                                                           |                                      |                                      |  |  |                                                  |                                                  |                                                  |                                                  |                                                  |                                                  |  |  |                                                  |                                                  |                                                  |                                                  |                                                  |                                                  |  |  |                              |                              |                              |                              |                              |                              |  |  |  |  |  |  |  |  |  |  |  |  |  |  |  |  |  |  |  |  |  |  |  |  |  |  |  |  |  |  |
|  |  |                              |                              |                              |                              | チャールズ・ボイル 第3代ダンガーヴァン子爵 (1639–1694)                                       | チャールズ・ボイル 第3代ダンガーヴァン子爵 (1639–1694)                                       | チャールズ・ボイル 第3代ダンガーヴァン子爵 (1639–1694)                                       | チャールズ・ボイル 第3代ダンガーヴァン子爵 (1639–1694)                                       | チャールズ・ボイル 第3代ダンガーヴァン子爵 (1639–1694)                                       | チャールズ・ボイル 第3代ダンガーヴァン子爵 (1639–1694)                                       |                                                                                               |                                                                                               | リチャード・ボイル (1640年代–1665)                                                            | リチャード・ボイル (1640年代–1665)                                                            | リチャード・ボイル (1640年代–1665)                                                            | リチャード・ボイル (1640年代–1665)                                                            | リチャード・ボイル (1640年代–1665)              | リチャード・ボイル (1640年代–1665)              |                                                                                             |                                                                                             |                                                                                             |                                                                                             |                                                                                             |                                                                                             | ロジャー・ボイル 第2代オーラリー伯爵 (1646–1682)                                           | ロジャー・ボイル 第2代オーラリー伯爵 (1646–1682)                                           | ロジャー・ボイル 第2代オーラリー伯爵 (1646–1682)                                              | ロジャー・ボイル 第2代オーラリー伯爵 (1646–1682)                                              | ロジャー・ボイル 第2代オーラリー伯爵 (1646–1682)                                              | ロジャー・ボイル 第2代オーラリー伯爵 (1646–1682)                                              |                                                                                               |                                                                                               |                                                                                            |                                                                                            |                                                                                            |                                                                                            |                                                                                            |                                                                                            |                                                                                           |                                                                                           |                                      |                                      |  |  | ヘンリー・ボイル                                 | ヘンリー・ボイル                                 | ヘンリー・ボイル                                 | ヘンリー・ボイル                                 | ヘンリー・ボイル                                 | ヘンリー・ボイル                                 |  |  | リチャード・ボイル (1640頃生)                    | リチャード・ボイル (1640頃生)                    | リチャード・ボイル (1640頃生)                    | リチャード・ボイル (1640頃生)                    | リチャード・ボイル (1640頃生)                    | リチャード・ボイル (1640頃生)                    |  |  |                              |                              |                              |                              |                              |                              |  |  |  |  |  |  |  |  |  |  |  |  |  |  |  |  |  |  |  |  |  |  |  |  |  |  |  |  |  |  |
|  |  |                              |                              |                              |                              | チャールズ・ボイル 第3代ダンガーヴァン子爵 (1639–1694)                                       | チャールズ・ボイル 第3代ダンガーヴァン子爵 (1639–1694)                                       | チャールズ・ボイル 第3代ダンガーヴァン子爵 (1639–1694)                                       | チャールズ・ボイル 第3代ダンガーヴァン子爵 (1639–1694)                                       | チャールズ・ボイル 第3代ダンガーヴァン子爵 (1639–1694)                                       | チャールズ・ボイル 第3代ダンガーヴァン子爵 (1639–1694)                                       |                                                                                               |                                                                                               | リチャード・ボイル (1640年代–1665)                                                            | リチャード・ボイル (1640年代–1665)                                                            | リチャード・ボイル (1640年代–1665)                                                            | リチャード・ボイル (1640年代–1665)                                                            | リチャード・ボイル (1640年代–1665)              | リチャード・ボイル (1640年代–1665)              |                                                                                             |                                                                                             |                                                                                             |                                                                                             |                                                                                             |                                                                                             | ロジャー・ボイル 第2代オーラリー伯爵 (1646–1682)                                           | ロジャー・ボイル 第2代オーラリー伯爵 (1646–1682)                                           | ロジャー・ボイル 第2代オーラリー伯爵 (1646–1682)                                              | ロジャー・ボイル 第2代オーラリー伯爵 (1646–1682)                                              | ロジャー・ボイル 第2代オーラリー伯爵 (1646–1682)                                              | ロジャー・ボイル 第2代オーラリー伯爵 (1646–1682)                                              |                                                                                               |                                                                                               |                                                                                            |                                                                                            |                                                                                            |                                                                                            |                                                                                            |                                                                                            |                                                                                           |                                                                                           |                                      |                                      |  |  | ヘンリー・ボイル                                 | ヘンリー・ボイル                                 | ヘンリー・ボイル                                 | ヘンリー・ボイル                                 | ヘンリー・ボイル                                 | ヘンリー・ボイル                                 |  |  | リチャード・ボイル (1640頃生)                    | リチャード・ボイル (1640頃生)                    | リチャード・ボイル (1640頃生)                    | リチャード・ボイル (1640頃生)                    | リチャード・ボイル (1640頃生)                    | リチャード・ボイル (1640頃生)                    |  |  |                              |                              |                              |                              |                              |                              |  |  |  |  |  |  |  |  |  |  |  |  |  |  |  |  |  |  |  |  |  |  |  |  |  |  |  |  |  |  |
|  |  |                              |                              |                              |                              |                                                                                              |                                                                                              |                                                                                              |                                                                                              |                                                                                              |                                                                                              |                                                                                               |                                                                                               |                                                                                               |                                                                                               |                                                                                               |                                                                                               |                                                 |                                                 |                                                                                             |                                                                                             |                                                                                             |                                                                                             |                                                                                             |                                                                                             |                                                                                            |                                                                                            |                                                                                               |                                                                                               |                                                                                               |                                                                                               |                                                                                               |                                                                                               |                                                                                            |                                                                                            |                                                                                            |                                                                                            |                                                                                            |                                                                                            |                                                                                           |                                                                                           |                                      |                                      |  |  |                                                  |                                                  |                                                  |                                                  |                                                  |                                                  |  |  |                                                  |                                                  |                                                  |                                                  |                                                  |                                                  |  |  |                              |                              |                              |                              |                              |                              |  |  |  |  |  |  |  |  |  |  |  |  |  |  |  |  |  |  |  |  |  |  |  |  |  |  |  |  |  |  |
|  |  |                              |                              |                              |                              | チャールズ・ボイル 第3代コーク伯爵 第2代バーリントン伯爵 第4代ダンガーヴァン子爵 (1660–1704) | チャールズ・ボイル 第3代コーク伯爵 第2代バーリントン伯爵 第4代ダンガーヴァン子爵 (1660–1704) | チャールズ・ボイル 第3代コーク伯爵 第2代バーリントン伯爵 第4代ダンガーヴァン子爵 (1660–1704) | チャールズ・ボイル 第3代コーク伯爵 第2代バーリントン伯爵 第4代ダンガーヴァン子爵 (1660–1704) | チャールズ・ボイル 第3代コーク伯爵 第2代バーリントン伯爵 第4代ダンガーヴァン子爵 (1660–1704) | チャールズ・ボイル 第3代コーク伯爵 第2代バーリントン伯爵 第4代ダンガーヴァン子爵 (1660–1704) |                                                                                               |                                                                                               | ヘンリー・ボイル 初代カールトン男爵 (1669-1725)                                               | ヘンリー・ボイル 初代カールトン男爵 (1669-1725)                                               | ヘンリー・ボイル 初代カールトン男爵 (1669-1725)                                               | ヘンリー・ボイル 初代カールトン男爵 (1669-1725)                                               | ヘンリー・ボイル 初代カールトン男爵 (1669-1725) | ヘンリー・ボイル 初代カールトン男爵 (1669-1725) |                                                                                             |                                                                                             | ライオネル・ボイル 第3代オーラリー伯爵 (1671–1703)                                          | ライオネル・ボイル 第3代オーラリー伯爵 (1671–1703)                                          | ライオネル・ボイル 第3代オーラリー伯爵 (1671–1703)                                          | ライオネル・ボイル 第3代オーラリー伯爵 (1671–1703)                                          | ライオネル・ボイル 第3代オーラリー伯爵 (1671–1703)                                         | ライオネル・ボイル 第3代オーラリー伯爵 (1671–1703)                                         |                                                                                               |                                                                                               | チャールズ・ボイル 第4代オーラリー伯爵 (1674–1731)                                            | チャールズ・ボイル 第4代オーラリー伯爵 (1674–1731)                                            | チャールズ・ボイル 第4代オーラリー伯爵 (1674–1731)                                            | チャールズ・ボイル 第4代オーラリー伯爵 (1674–1731)                                            | チャールズ・ボイル 第4代オーラリー伯爵 (1674–1731)                                         | チャールズ・ボイル 第4代オーラリー伯爵 (1674–1731)                                         |                                                                                            |                                                                                            |                                                                                            |                                                                                            |                                                                                           |                                                                                           |                                      |                                      |  |  | ヘンリー・ボイル 初代シャノン伯爵 (1686–1764)    | ヘンリー・ボイル 初代シャノン伯爵 (1686–1764)    | ヘンリー・ボイル 初代シャノン伯爵 (1686–1764)    | ヘンリー・ボイル 初代シャノン伯爵 (1686–1764)    | ヘンリー・ボイル 初代シャノン伯爵 (1686–1764)    | ヘンリー・ボイル 初代シャノン伯爵 (1686–1764)    |  |  | リチャード・ボイル 第2代シャノン子爵 (1675–1740) | リチャード・ボイル 第2代シャノン子爵 (1675–1740) | リチャード・ボイル 第2代シャノン子爵 (1675–1740) | リチャード・ボイル 第2代シャノン子爵 (1675–1740) | リチャード・ボイル 第2代シャノン子爵 (1675–1740) | リチャード・ボイル 第2代シャノン子爵 (1675–1740) |  |  |                              |                              |                              |                              |                              |                              |  |  |  |  |  |  |  |  |  |  |  |  |  |  |  |  |  |  |  |  |  |  |  |  |  |  |  |  |  |  |
|  |  |                              |                              |                              |                              | チャールズ・ボイル 第3代コーク伯爵 第2代バーリントン伯爵 第4代ダンガーヴァン子爵 (1660–1704) | チャールズ・ボイル 第3代コーク伯爵 第2代バーリントン伯爵 第4代ダンガーヴァン子爵 (1660–1704) | チャールズ・ボイル 第3代コーク伯爵 第2代バーリントン伯爵 第4代ダンガーヴァン子爵 (1660–1704) | チャールズ・ボイル 第3代コーク伯爵 第2代バーリントン伯爵 第4代ダンガーヴァン子爵 (1660–1704) | チャールズ・ボイル 第3代コーク伯爵 第2代バーリントン伯爵 第4代ダンガーヴァン子爵 (1660–1704) | チャールズ・ボイル 第3代コーク伯爵 第2代バーリントン伯爵 第4代ダンガーヴァン子爵 (1660–1704) |                                                                                               |                                                                                               | ヘンリー・ボイル 初代カールトン男爵 (1669-1725)                                               | ヘンリー・ボイル 初代カールトン男爵 (1669-1725)                                               | ヘンリー・ボイル 初代カールトン男爵 (1669-1725)                                               | ヘンリー・ボイル 初代カールトン男爵 (1669-1725)                                               | ヘンリー・ボイル 初代カールトン男爵 (1669-1725) | ヘンリー・ボイル 初代カールトン男爵 (1669-1725) |                                                                                             |                                                                                             | ライオネル・ボイル 第3代オーラリー伯爵 (1671–1703)                                          | ライオネル・ボイル 第3代オーラリー伯爵 (1671–1703)                                          | ライオネル・ボイル 第3代オーラリー伯爵 (1671–1703)                                          | ライオネル・ボイル 第3代オーラリー伯爵 (1671–1703)                                          | ライオネル・ボイル 第3代オーラリー伯爵 (1671–1703)                                         | ライオネル・ボイル 第3代オーラリー伯爵 (1671–1703)                                         |                                                                                               |                                                                                               | チャールズ・ボイル 第4代オーラリー伯爵 (1674–1731)                                            | チャールズ・ボイル 第4代オーラリー伯爵 (1674–1731)                                            | チャールズ・ボイル 第4代オーラリー伯爵 (1674–1731)                                            | チャールズ・ボイル 第4代オーラリー伯爵 (1674–1731)                                            | チャールズ・ボイル 第4代オーラリー伯爵 (1674–1731)                                         | チャールズ・ボイル 第4代オーラリー伯爵 (1674–1731)                                         |                                                                                            |                                                                                            |                                                                                            |                                                                                            |                                                                                           |                                                                                           |                                      |                                      |  |  | ヘンリー・ボイル 初代シャノン伯爵 (1686–1764)    | ヘンリー・ボイル 初代シャノン伯爵 (1686–1764)    | ヘンリー・ボイル 初代シャノン伯爵 (1686–1764)    | ヘンリー・ボイル 初代シャノン伯爵 (1686–1764)    | ヘンリー・ボイル 初代シャノン伯爵 (1686–1764)    | ヘンリー・ボイル 初代シャノン伯爵 (1686–1764)    |  |  | リチャード・ボイル 第2代シャノン子爵 (1675–1740) | リチャード・ボイル 第2代シャノン子爵 (1675–1740) | リチャード・ボイル 第2代シャノン子爵 (1675–1740) | リチャード・ボイル 第2代シャノン子爵 (1675–1740) | リチャード・ボイル 第2代シャノン子爵 (1675–1740) | リチャード・ボイル 第2代シャノン子爵 (1675–1740) |  |  |                              |                              |                              |                              |                              |                              |  |  |  |  |  |  |  |  |  |  |  |  |  |  |  |  |  |  |  |  |  |  |  |  |  |  |  |  |  |  |
|  |  |                              |                              |                              |                              | リチャード・ボイル 第4代コーク伯爵 第3代バーリントン伯爵 第5代ダンガーヴァン子爵 (1694–1753) | リチャード・ボイル 第4代コーク伯爵 第3代バーリントン伯爵 第5代ダンガーヴァン子爵 (1694–1753) | リチャード・ボイル 第4代コーク伯爵 第3代バーリントン伯爵 第5代ダンガーヴァン子爵 (1694–1753) | リチャード・ボイル 第4代コーク伯爵 第3代バーリントン伯爵 第5代ダンガーヴァン子爵 (1694–1753) | リチャード・ボイル 第4代コーク伯爵 第3代バーリントン伯爵 第5代ダンガーヴァン子爵 (1694–1753) | リチャード・ボイル 第4代コーク伯爵 第3代バーリントン伯爵 第5代ダンガーヴァン子爵 (1694–1753) |                                                                                               |                                                                                               |                                                                                               |                                                                                               |                                                                                               |                                                                                               |                                                 |                                                 |                                                                                             |                                                                                             | ヘンリエッタ・ハミルトン (–1732)                                                            | ヘンリエッタ・ハミルトン (–1732)                                                            | ヘンリエッタ・ハミルトン (–1732)                                                            | ヘンリエッタ・ハミルトン (–1732)                                                            | ヘンリエッタ・ハミルトン (–1732)                                                           | ヘンリエッタ・ハミルトン (–1732)                                                           |                                                                                               |                                                                                               | ジョン・ボイル 第5代コーク伯爵 第5代オーラリー伯爵 第6代ダンガーヴァン子爵 (1707–1762)        | ジョン・ボイル 第5代コーク伯爵 第5代オーラリー伯爵 第6代ダンガーヴァン子爵 (1707–1762)        | ジョン・ボイル 第5代コーク伯爵 第5代オーラリー伯爵 第6代ダンガーヴァン子爵 (1707–1762)        | ジョン・ボイル 第5代コーク伯爵 第5代オーラリー伯爵 第6代ダンガーヴァン子爵 (1707–1762)        | ジョン・ボイル 第5代コーク伯爵 第5代オーラリー伯爵 第6代ダンガーヴァン子爵 (1707–1762)     | ジョン・ボイル 第5代コーク伯爵 第5代オーラリー伯爵 第6代ダンガーヴァン子爵 (1707–1762)     |                                                                                            |                                                                                            | マーガレット・ハミルトン (1710–1758)                                                       | マーガレット・ハミルトン (1710–1758)                                                       | マーガレット・ハミルトン (1710–1758)                                                      | マーガレット・ハミルトン (1710–1758)                                                      | マーガレット・ハミルトン (1710–1758) | マーガレット・ハミルトン (1710–1758) |  |  | リチャード・ボイル 第2代シャノン伯爵 (1728–1807) | リチャード・ボイル 第2代シャノン伯爵 (1728–1807) | リチャード・ボイル 第2代シャノン伯爵 (1728–1807) | リチャード・ボイル 第2代シャノン伯爵 (1728–1807) | リチャード・ボイル 第2代シャノン伯爵 (1728–1807) | リチャード・ボイル 第2代シャノン伯爵 (1728–1807) |  |  |                                                  |                                                  |                                                  |                                                  |                                                  |                                                  |  |  |                              |                              |                              |                              |                              |                              |  |  |  |  |  |  |  |  |  |  |  |  |  |  |  |  |  |  |  |  |  |  |  |  |  |  |  |  |  |  |
|  |  |                              |                              |                              |                              | リチャード・ボイル 第4代コーク伯爵 第3代バーリントン伯爵 第5代ダンガーヴァン子爵 (1694–1753) | リチャード・ボイル 第4代コーク伯爵 第3代バーリントン伯爵 第5代ダンガーヴァン子爵 (1694–1753) | リチャード・ボイル 第4代コーク伯爵 第3代バーリントン伯爵 第5代ダンガーヴァン子爵 (1694–1753) | リチャード・ボイル 第4代コーク伯爵 第3代バーリントン伯爵 第5代ダンガーヴァン子爵 (1694–1753) | リチャード・ボイル 第4代コーク伯爵 第3代バーリントン伯爵 第5代ダンガーヴァン子爵 (1694–1753) | リチャード・ボイル 第4代コーク伯爵 第3代バーリントン伯爵 第5代ダンガーヴァン子爵 (1694–1753) |                                                                                               |                                                                                               |                                                                                               |                                                                                               |                                                                                               |                                                                                               |                                                 |                                                 |                                                                                             |                                                                                             | ヘンリエッタ・ハミルトン (–1732)                                                            | ヘンリエッタ・ハミルトン (–1732)                                                            | ヘンリエッタ・ハミルトン (–1732)                                                            | ヘンリエッタ・ハミルトン (–1732)                                                            | ヘンリエッタ・ハミルトン (–1732)                                                           | ヘンリエッタ・ハミルトン (–1732)                                                           |                                                                                               |                                                                                               | ジョン・ボイル 第5代コーク伯爵 第5代オーラリー伯爵 第6代ダンガーヴァン子爵 (1707–1762)        | ジョン・ボイル 第5代コーク伯爵 第5代オーラリー伯爵 第6代ダンガーヴァン子爵 (1707–1762)        | ジョン・ボイル 第5代コーク伯爵 第5代オーラリー伯爵 第6代ダンガーヴァン子爵 (1707–1762)        | ジョン・ボイル 第5代コーク伯爵 第5代オーラリー伯爵 第6代ダンガーヴァン子爵 (1707–1762)        | ジョン・ボイル 第5代コーク伯爵 第5代オーラリー伯爵 第6代ダンガーヴァン子爵 (1707–1762)     | ジョン・ボイル 第5代コーク伯爵 第5代オーラリー伯爵 第6代ダンガーヴァン子爵 (1707–1762)     |                                                                                            |                                                                                            | マーガレット・ハミルトン (1710–1758)                                                       | マーガレット・ハミルトン (1710–1758)                                                       | マーガレット・ハミルトン (1710–1758)                                                      | マーガレット・ハミルトン (1710–1758)                                                      | マーガレット・ハミルトン (1710–1758) | マーガレット・ハミルトン (1710–1758) |  |  | リチャード・ボイル 第2代シャノン伯爵 (1728–1807) | リチャード・ボイル 第2代シャノン伯爵 (1728–1807) | リチャード・ボイル 第2代シャノン伯爵 (1728–1807) | リチャード・ボイル 第2代シャノン伯爵 (1728–1807) | リチャード・ボイル 第2代シャノン伯爵 (1728–1807) | リチャード・ボイル 第2代シャノン伯爵 (1728–1807) |  |  |                                                  |                                                  |                                                  |                                                  |                                                  |                                                  |  |  |                              |                              |                              |                              |                              |                              |  |  |  |  |  |  |  |  |  |  |  |  |  |  |  |  |  |  |  |  |  |  |  |  |  |  |  |  |  |  |
|  |  |                              |                              |                              |                              |                                                                                              |                                                                                              |                                                                                              |                                                                                              |                                                                                              |                                                                                              |                                                                                               |                                                                                               |                                                                                               |                                                                                               |                                                                                               |                                                                                               |                                                 |                                                 |                                                                                             |                                                                                             |                                                                                             |                                                                                             |                                                                                             |                                                                                             |                                                                                            |                                                                                            |                                                                                               |                                                                                               |                                                                                               |                                                                                               |                                                                                               |                                                                                               |                                                                                            |                                                                                            |                                                                                            |                                                                                            |                                                                                            |                                                                                            |                                                                                           |                                                                                           |                                      |                                      |  |  |                                                  |                                                  |                                                  |                                                  |                                                  |                                                  |  |  |                                                  |                                                  |                                                  |                                                  |                                                  |                                                  |  |  |                              |                              |                              |                              |                              |                              |  |  |  |  |  |  |  |  |  |  |  |  |  |  |  |  |  |  |  |  |  |  |  |  |  |  |  |  |  |  |
|  |  |                              |                              |                              |                              |                                                                                              |                                                                                              |                                                                                              |                                                                                              |                                                                                              |                                                                                              |                                                                                               |                                                                                               |                                                                                               |                                                                                               |                                                                                               |                                                                                               |                                                 |                                                 |                                                                                             |                                                                                             |                                                                                             |                                                                                             |                                                                                             |                                                                                             |                                                                                            |                                                                                            |                                                                                               |                                                                                               |                                                                                               |                                                                                               |                                                                                               |                                                                                               |                                                                                            |                                                                                            |                                                                                            |                                                                                            |                                                                                            |                                                                                            |                                                                                           |                                                                                           |                                      |                                      |  |  |                                                  |                                                  |                                                  |                                                  |                                                  |                                                  |  |  |                                                  |                                                  |                                                  |                                                  |                                                  |                                                  |  |  |                              |                              |                              |                              |                              |                              |  |  |  |  |  |  |  |  |  |  |  |  |  |  |  |  |  |  |  |  |  |  |  |  |  |  |  |  |  |  |
|  |  |                              |                              |                              |                              |                                                                                              |                                                                                              |                                                                                              |                                                                                              |                                                                                              |                                                                                              |                                                                                               |                                                                                               |                                                                                               |                                                                                               |                                                                                               |                                                                                               | チャールズ・ボイル (1729–1759)                  | チャールズ・ボイル (1729–1759)                  | チャールズ・ボイル (1729–1759)                                                              | チャールズ・ボイル (1729–1759)                                                              | チャールズ・ボイル (1729–1759)                                                              | チャールズ・ボイル (1729–1759)                                                              |                                                                                             |                                                                                             | ハミルトン・ボイル 第6代コーク伯爵 第6代オーラリー伯爵 第7代ダンガーヴァン子爵 (1729–1764) | ハミルトン・ボイル 第6代コーク伯爵 第6代オーラリー伯爵 第7代ダンガーヴァン子爵 (1729–1764) | ハミルトン・ボイル 第6代コーク伯爵 第6代オーラリー伯爵 第7代ダンガーヴァン子爵 (1729–1764)    | ハミルトン・ボイル 第6代コーク伯爵 第6代オーラリー伯爵 第7代ダンガーヴァン子爵 (1729–1764)    | ハミルトン・ボイル 第6代コーク伯爵 第6代オーラリー伯爵 第7代ダンガーヴァン子爵 (1729–1764)    | ハミルトン・ボイル 第6代コーク伯爵 第6代オーラリー伯爵 第7代ダンガーヴァン子爵 (1729–1764)    |                                                                                               |                                                                                               | エドマンド・ボイル 第7代コーク伯爵 第7代オーラリー伯爵 第8代ダンガーヴァン子爵 (1742–1798) | エドマンド・ボイル 第7代コーク伯爵 第7代オーラリー伯爵 第8代ダンガーヴァン子爵 (1742–1798) | エドマンド・ボイル 第7代コーク伯爵 第7代オーラリー伯爵 第8代ダンガーヴァン子爵 (1742–1798) | エドマンド・ボイル 第7代コーク伯爵 第7代オーラリー伯爵 第8代ダンガーヴァン子爵 (1742–1798) | エドマンド・ボイル 第7代コーク伯爵 第7代オーラリー伯爵 第8代ダンガーヴァン子爵 (1742–1798) | エドマンド・ボイル 第7代コーク伯爵 第7代オーラリー伯爵 第8代ダンガーヴァン子爵 (1742–1798) |                                                                                           |                                                                                           |                                      |                                      |  |  | ヘンリー・ボイル 第3代シャノン伯爵 (1771–1842)   | ヘンリー・ボイル 第3代シャノン伯爵 (1771–1842)   | ヘンリー・ボイル 第3代シャノン伯爵 (1771–1842)   | ヘンリー・ボイル 第3代シャノン伯爵 (1771–1842)   | ヘンリー・ボイル 第3代シャノン伯爵 (1771–1842)   | ヘンリー・ボイル 第3代シャノン伯爵 (1771–1842)   |  |  |                                                  |                                                  |                                                  |                                                  |                                                  |                                                  |  |  |                              |                              |                              |                              |                              |                              |  |  |  |  |  |  |  |  |  |  |  |  |  |  |  |  |  |  |  |  |  |  |  |  |  |  |  |  |  |  |
|  |  |                              |                              |                              |                              |                                                                                              |                                                                                              |                                                                                              |                                                                                              |                                                                                              |                                                                                              |                                                                                               |                                                                                               |                                                                                               |                                                                                               |                                                                                               |                                                                                               | チャールズ・ボイル (1729–1759)                  | チャールズ・ボイル (1729–1759)                  | チャールズ・ボイル (1729–1759)                                                              | チャールズ・ボイル (1729–1759)                                                              | チャールズ・ボイル (1729–1759)                                                              | チャールズ・ボイル (1729–1759)                                                              |                                                                                             |                                                                                             | ハミルトン・ボイル 第6代コーク伯爵 第6代オーラリー伯爵 第7代ダンガーヴァン子爵 (1729–1764) | ハミルトン・ボイル 第6代コーク伯爵 第6代オーラリー伯爵 第7代ダンガーヴァン子爵 (1729–1764) | ハミルトン・ボイル 第6代コーク伯爵 第6代オーラリー伯爵 第7代ダンガーヴァン子爵 (1729–1764)    | ハミルトン・ボイル 第6代コーク伯爵 第6代オーラリー伯爵 第7代ダンガーヴァン子爵 (1729–1764)    | ハミルトン・ボイル 第6代コーク伯爵 第6代オーラリー伯爵 第7代ダンガーヴァン子爵 (1729–1764)    | ハミルトン・ボイル 第6代コーク伯爵 第6代オーラリー伯爵 第7代ダンガーヴァン子爵 (1729–1764)    |                                                                                               |                                                                                               | エドマンド・ボイル 第7代コーク伯爵 第7代オーラリー伯爵 第8代ダンガーヴァン子爵 (1742–1798) | エドマンド・ボイル 第7代コーク伯爵 第7代オーラリー伯爵 第8代ダンガーヴァン子爵 (1742–1798) | エドマンド・ボイル 第7代コーク伯爵 第7代オーラリー伯爵 第8代ダンガーヴァン子爵 (1742–1798) | エドマンド・ボイル 第7代コーク伯爵 第7代オーラリー伯爵 第8代ダンガーヴァン子爵 (1742–1798) | エドマンド・ボイル 第7代コーク伯爵 第7代オーラリー伯爵 第8代ダンガーヴァン子爵 (1742–1798) | エドマンド・ボイル 第7代コーク伯爵 第7代オーラリー伯爵 第8代ダンガーヴァン子爵 (1742–1798) |                                                                                           |                                                                                           |                                      |                                      |  |  | ヘンリー・ボイル 第3代シャノン伯爵 (1771–1842)   | ヘンリー・ボイル 第3代シャノン伯爵 (1771–1842)   | ヘンリー・ボイル 第3代シャノン伯爵 (1771–1842)   | ヘンリー・ボイル 第3代シャノン伯爵 (1771–1842)   | ヘンリー・ボイル 第3代シャノン伯爵 (1771–1842)   | ヘンリー・ボイル 第3代シャノン伯爵 (1771–1842)   |  |  |                                                  |                                                  |                                                  |                                                  |                                                  |                                                  |  |  |                              |                              |                              |                              |                              |                              |  |  |  |  |  |  |  |  |  |  |  |  |  |  |  |  |  |  |  |  |  |  |  |  |  |  |  |  |  |  |
|  |  |                              |                              |                              |                              |                                                                                              |                                                                                              |                                                                                              |                                                                                              |                                                                                              |                                                                                              |                                                                                               |                                                                                               |                                                                                               |                                                                                               |                                                                                               |                                                                                               |                                                 |                                                 |                                                                                             |                                                                                             |                                                                                             |                                                                                             |                                                                                             |                                                                                             |                                                                                            |                                                                                            |                                                                                               |                                                                                               |                                                                                               |                                                                                               |                                                                                               |                                                                                               |                                                                                            |                                                                                            |                                                                                            |                                                                                            |                                                                                            |                                                                                            |                                                                                           |                                                                                           |                                      |                                      |  |  |                                                  |                                                  |                                                  |                                                  |                                                  |                                                  |  |  |                                                  |                                                  |                                                  |                                                  |                                                  |                                                  |  |  |                              |                              |                              |                              |                              |                              |  |  |  |  |  |  |  |  |  |  |  |  |  |  |  |  |  |  |  |  |  |  |  |  |  |  |  |  |  |  |
|  |  |                              |                              |                              |                              |                                                                                              |                                                                                              |                                                                                              |                                                                                              |                                                                                              |                                                                                              |                                                                                               |                                                                                               |                                                                                               |                                                                                               |                                                                                               |                                                                                               |                                                 |                                                 |                                                                                             |                                                                                             |                                                                                             |                                                                                             |                                                                                             |                                                                                             | ジョン・ボイル (1765–1768)                                                                 | ジョン・ボイル (1765–1768)                                                                 | ジョン・ボイル (1765–1768)                                                                    | ジョン・ボイル (1765–1768)                                                                    | ジョン・ボイル (1765–1768)                                                                    | ジョン・ボイル (1765–1768)                                                                    |                                                                                               |                                                                                               | エドマンド・ボイル 第8代コーク伯爵 第8代オーラリー伯爵 第9代ダンガーヴァン子爵 (1767–1856) | エドマンド・ボイル 第8代コーク伯爵 第8代オーラリー伯爵 第9代ダンガーヴァン子爵 (1767–1856) | エドマンド・ボイル 第8代コーク伯爵 第8代オーラリー伯爵 第9代ダンガーヴァン子爵 (1767–1856) | エドマンド・ボイル 第8代コーク伯爵 第8代オーラリー伯爵 第9代ダンガーヴァン子爵 (1767–1856) | エドマンド・ボイル 第8代コーク伯爵 第8代オーラリー伯爵 第9代ダンガーヴァン子爵 (1767–1856) | エドマンド・ボイル 第8代コーク伯爵 第8代オーラリー伯爵 第9代ダンガーヴァン子爵 (1767–1856) |                                                                                           |                                                                                           |                                      |                                      |  |  | リチャード・ボイル 第4代シャノン伯爵 (1809–1868) | リチャード・ボイル 第4代シャノン伯爵 (1809–1868) | リチャード・ボイル 第4代シャノン伯爵 (1809–1868) | リチャード・ボイル 第4代シャノン伯爵 (1809–1868) | リチャード・ボイル 第4代シャノン伯爵 (1809–1868) | リチャード・ボイル 第4代シャノン伯爵 (1809–1868) |  |  |                                                  |                                                  |                                                  |                                                  |                                                  |                                                  |  |  |                              |                              |                              |                              |                              |                              |  |  |  |  |  |  |  |  |  |  |  |  |  |  |  |  |  |  |  |  |  |  |  |  |  |  |  |  |  |  |
|  |  |                              |                              |                              |                              |                                                                                              |                                                                                              |                                                                                              |                                                                                              |                                                                                              |                                                                                              |                                                                                               |                                                                                               |                                                                                               |                                                                                               |                                                                                               |                                                                                               |                                                 |                                                 |                                                                                             |                                                                                             |                                                                                             |                                                                                             |                                                                                             |                                                                                             | ジョン・ボイル (1765–1768)                                                                 | ジョン・ボイル (1765–1768)                                                                 | ジョン・ボイル (1765–1768)                                                                    | ジョン・ボイル (1765–1768)                                                                    | ジョン・ボイル (1765–1768)                                                                    | ジョン・ボイル (1765–1768)                                                                    |                                                                                               |                                                                                               | エドマンド・ボイル 第8代コーク伯爵 第8代オーラリー伯爵 第9代ダンガーヴァン子爵 (1767–1856) | エドマンド・ボイル 第8代コーク伯爵 第8代オーラリー伯爵 第9代ダンガーヴァン子爵 (1767–1856) | エドマンド・ボイル 第8代コーク伯爵 第8代オーラリー伯爵 第9代ダンガーヴァン子爵 (1767–1856) | エドマンド・ボイル 第8代コーク伯爵 第8代オーラリー伯爵 第9代ダンガーヴァン子爵 (1767–1856) | エドマンド・ボイル 第8代コーク伯爵 第8代オーラリー伯爵 第9代ダンガーヴァン子爵 (1767–1856) | エドマンド・ボイル 第8代コーク伯爵 第8代オーラリー伯爵 第9代ダンガーヴァン子爵 (1767–1856) |                                                                                           |                                                                                           |                                      |                                      |  |  | リチャード・ボイル 第4代シャノン伯爵 (1809–1868) | リチャード・ボイル 第4代シャノン伯爵 (1809–1868) | リチャード・ボイル 第4代シャノン伯爵 (1809–1868) | リチャード・ボイル 第4代シャノン伯爵 (1809–1868) | リチャード・ボイル 第4代シャノン伯爵 (1809–1868) | リチャード・ボイル 第4代シャノン伯爵 (1809–1868) |  |  |                                                  |                                                  |                                                  |                                                  |                                                  |                                                  |  |  |                              |                              |                              |                              |                              |                              |  |  |  |  |  |  |  |  |  |  |  |  |  |  |  |  |  |  |  |  |  |  |  |  |  |  |  |  |  |  |
|  |  |                              |                              |                              |                              |                                                                                              |                                                                                              |                                                                                              |                                                                                              |                                                                                              |                                                                                              |                                                                                               |                                                                                               |                                                                                               |                                                                                               |                                                                                               |                                                                                               |                                                 |                                                 |                                                                                             |                                                                                             |                                                                                             |                                                                                             |                                                                                             |                                                                                             |                                                                                            |                                                                                            |                                                                                               |                                                                                               |                                                                                               |                                                                                               |                                                                                               |                                                                                               |                                                                                            |                                                                                            |                                                                                            |                                                                                            |                                                                                            |                                                                                            |                                                                                           |                                                                                           |                                      |                                      |  |  |                                                  |                                                  |                                                  |                                                  |                                                  |                                                  |  |  |                                                  |                                                  |                                                  |                                                  |                                                  |                                                  |  |  |                              |                              |                              |                              |                              |                              |  |  |  |  |  |  |  |  |  |  |  |  |  |  |  |  |  |  |  |  |  |  |  |  |  |  |  |  |  |  |
|  |  |                              |                              |                              |                              |                                                                                              |                                                                                              |                                                                                              |                                                                                              |                                                                                              |                                                                                              | エドマンド・ボイル (1798–1826)                                                                | エドマンド・ボイル (1798–1826)                                                                | エドマンド・ボイル (1798–1826)                                                                | エドマンド・ボイル (1798–1826)                                                                | エドマンド・ボイル (1798–1826)                                                                | エドマンド・ボイル (1798–1826)                                                                |                                                 |                                                 | チャールズ・ボイル (1800–1834)                                                              | チャールズ・ボイル (1800–1834)                                                              | チャールズ・ボイル (1800–1834)                                                              | チャールズ・ボイル (1800–1834)                                                              | チャールズ・ボイル (1800–1834)                                                              | チャールズ・ボイル (1800–1834)                                                              |                                                                                            |                                                                                            |                                                                                               |                                                                                               |                                                                                               |                                                                                               |                                                                                               |                                                                                               | ジョン・ボイル                                                                             | ジョン・ボイル                                                                             | ジョン・ボイル                                                                             | ジョン・ボイル                                                                             | ジョン・ボイル                                                                             | ジョン・ボイル                                                                             |                                                                                           |                                                                                           |                                      |                                      |  |  | ヘンリー・ボイル 第5代シャノン伯爵 (1833–1890)   | ヘンリー・ボイル 第5代シャノン伯爵 (1833–1890)   | ヘンリー・ボイル 第5代シャノン伯爵 (1833–1890)   | ヘンリー・ボイル 第5代シャノン伯爵 (1833–1890)   | ヘンリー・ボイル 第5代シャノン伯爵 (1833–1890)   | ヘンリー・ボイル 第5代シャノン伯爵 (1833–1890)   |  |  |                                                  |                                                  |                                                  |                                                  |                                                  |                                                  |  |  |                              |                              |                              |                              |                              |                              |  |  |  |  |  |  |  |  |  |  |  |  |  |  |  |  |  |  |  |  |  |  |  |  |  |  |  |  |  |  |
|  |  |                              |                              |                              |                              |                                                                                              |                                                                                              |                                                                                              |                                                                                              |                                                                                              |                                                                                              | エドマンド・ボイル (1798–1826)                                                                | エドマンド・ボイル (1798–1826)                                                                | エドマンド・ボイル (1798–1826)                                                                | エドマンド・ボイル (1798–1826)                                                                | エドマンド・ボイル (1798–1826)                                                                | エドマンド・ボイル (1798–1826)                                                                |                                                 |                                                 | チャールズ・ボイル (1800–1834)                                                              | チャールズ・ボイル (1800–1834)                                                              | チャールズ・ボイル (1800–1834)                                                              | チャールズ・ボイル (1800–1834)                                                              | チャールズ・ボイル (1800–1834)                                                              | チャールズ・ボイル (1800–1834)                                                              |                                                                                            |                                                                                            |                                                                                               |                                                                                               |                                                                                               |                                                                                               |                                                                                               |                                                                                               | ジョン・ボイル                                                                             | ジョン・ボイル                                                                             | ジョン・ボイル                                                                             | ジョン・ボイル                                                                             | ジョン・ボイル                                                                             | ジョン・ボイル                                                                             |                                                                                           |                                                                                           |                                      |                                      |  |  | ヘンリー・ボイル 第5代シャノン伯爵 (1833–1890)   | ヘンリー・ボイル 第5代シャノン伯爵 (1833–1890)   | ヘンリー・ボイル 第5代シャノン伯爵 (1833–1890)   | ヘンリー・ボイル 第5代シャノン伯爵 (1833–1890)   | ヘンリー・ボイル 第5代シャノン伯爵 (1833–1890)   | ヘンリー・ボイル 第5代シャノン伯爵 (1833–1890)   |  |  |                                                  |                                                  |                                                  |                                                  |                                                  |                                                  |  |  |                              |                              |                              |                              |                              |                              |  |  |  |  |  |  |  |  |  |  |  |  |  |  |  |  |  |  |  |  |  |  |  |  |  |  |  |  |  |  |
|  |  |                              |                              |                              |                              |                                                                                              |                                                                                              |                                                                                              |                                                                                              |                                                                                              |                                                                                              |                                                                                               |                                                                                               |                                                                                               |                                                                                               |                                                                                               |                                                                                               |                                                 |                                                 | リチャード・ボイル 第9代コーク伯爵 第9代オーラリー伯爵 第10代ダンガーヴァン子爵 (1829–1904) | リチャード・ボイル 第9代コーク伯爵 第9代オーラリー伯爵 第10代ダンガーヴァン子爵 (1829–1904) | リチャード・ボイル 第9代コーク伯爵 第9代オーラリー伯爵 第10代ダンガーヴァン子爵 (1829–1904) | リチャード・ボイル 第9代コーク伯爵 第9代オーラリー伯爵 第10代ダンガーヴァン子爵 (1829–1904) | リチャード・ボイル 第9代コーク伯爵 第9代オーラリー伯爵 第10代ダンガーヴァン子爵 (1829–1904) | リチャード・ボイル 第9代コーク伯爵 第9代オーラリー伯爵 第10代ダンガーヴァン子爵 (1829–1904) |                                                                                            |                                                                                            |                                                                                               |                                                                                               |                                                                                               |                                                                                               |                                                                                               |                                                                                               | ジェラルド・ボイル                                                                         | ジェラルド・ボイル                                                                         | ジェラルド・ボイル                                                                         | ジェラルド・ボイル                                                                         | ジェラルド・ボイル                                                                         | ジェラルド・ボイル                                                                         |                                                                                           |                                                                                           |                                      |                                      |  |  | リチャード・ボイル 第6代シャノン伯爵 (1860–1906) | リチャード・ボイル 第6代シャノン伯爵 (1860–1906) | リチャード・ボイル 第6代シャノン伯爵 (1860–1906) | リチャード・ボイル 第6代シャノン伯爵 (1860–1906) | リチャード・ボイル 第6代シャノン伯爵 (1860–1906) | リチャード・ボイル 第6代シャノン伯爵 (1860–1906) |  |  |                                                  |                                                  |                                                  |                                                  |                                                  |                                                  |  |  |                              |                              |                              |                              |                              |                              |  |  |  |  |  |  |  |  |  |  |  |  |  |  |  |  |  |  |  |  |  |  |  |  |  |  |  |  |  |  |
|  |  |                              |                              |                              |                              |                                                                                              |                                                                                              |                                                                                              |                                                                                              |                                                                                              |                                                                                              |                                                                                               |                                                                                               |                                                                                               |                                                                                               |                                                                                               |                                                                                               |                                                 |                                                 | リチャード・ボイル 第9代コーク伯爵 第9代オーラリー伯爵 第10代ダンガーヴァン子爵 (1829–1904) | リチャード・ボイル 第9代コーク伯爵 第9代オーラリー伯爵 第10代ダンガーヴァン子爵 (1829–1904) | リチャード・ボイル 第9代コーク伯爵 第9代オーラリー伯爵 第10代ダンガーヴァン子爵 (1829–1904) | リチャード・ボイル 第9代コーク伯爵 第9代オーラリー伯爵 第10代ダンガーヴァン子爵 (1829–1904) | リチャード・ボイル 第9代コーク伯爵 第9代オーラリー伯爵 第10代ダンガーヴァン子爵 (1829–1904) | リチャード・ボイル 第9代コーク伯爵 第9代オーラリー伯爵 第10代ダンガーヴァン子爵 (1829–1904) |                                                                                            |                                                                                            |                                                                                               |                                                                                               |                                                                                               |                                                                                               |                                                                                               |                                                                                               | ジェラルド・ボイル                                                                         | ジェラルド・ボイル                                                                         | ジェラルド・ボイル                                                                         | ジェラルド・ボイル                                                                         | ジェラルド・ボイル                                                                         | ジェラルド・ボイル                                                                         |                                                                                           |                                                                                           |                                      |                                      |  |  | リチャード・ボイル 第6代シャノン伯爵 (1860–1906) | リチャード・ボイル 第6代シャノン伯爵 (1860–1906) | リチャード・ボイル 第6代シャノン伯爵 (1860–1906) | リチャード・ボイル 第6代シャノン伯爵 (1860–1906) | リチャード・ボイル 第6代シャノン伯爵 (1860–1906) | リチャード・ボイル 第6代シャノン伯爵 (1860–1906) |  |  |                                                  |                                                  |                                                  |                                                  |                                                  |                                                  |  |  |                              |                              |                              |                              |                              |                              |  |  |  |  |  |  |  |  |  |  |  |  |  |  |  |  |  |  |  |  |  |  |  |  |  |  |  |  |  |  |
|  |  |                              |                              |                              |                              |                                                                                              |                                                                                              |                                                                                              |                                                                                              |                                                                                              |                                                                                              |                                                                                               |                                                                                               |                                                                                               |                                                                                               |                                                                                               |                                                                                               |                                                 |                                                 |                                                                                             |                                                                                             |                                                                                             |                                                                                             |                                                                                             |                                                                                             |                                                                                            |                                                                                            |                                                                                               |                                                                                               |                                                                                               |                                                                                               |                                                                                               |                                                                                               |                                                                                            |                                                                                            |                                                                                            |                                                                                            |                                                                                            |                                                                                            |                                                                                           |                                                                                           |                                      |                                      |  |  |                                                  |                                                  |                                                  |                                                  |                                                  |                                                  |  |  |                                                  |                                                  |                                                  |                                                  |                                                  |                                                  |  |  |                              |                              |                              |                              |                              |                              |  |  |  |  |  |  |  |  |  |  |  |  |  |  |  |  |  |  |  |  |  |  |  |  |  |  |  |  |  |  |
|  |  |                              |                              |                              |                              |                                                                                              |                                                                                              |                                                                                              |                                                                                              |                                                                                              |                                                                                              | チャールズ・ボイル 第10代コーク伯爵 第10代オーラリー伯爵 第11代ダンガーヴァン子爵 (1861–1925) | チャールズ・ボイル 第10代コーク伯爵 第10代オーラリー伯爵 第11代ダンガーヴァン子爵 (1861–1925) | チャールズ・ボイル 第10代コーク伯爵 第10代オーラリー伯爵 第11代ダンガーヴァン子爵 (1861–1925) | チャールズ・ボイル 第10代コーク伯爵 第10代オーラリー伯爵 第11代ダンガーヴァン子爵 (1861–1925) | チャールズ・ボイル 第10代コーク伯爵 第10代オーラリー伯爵 第11代ダンガーヴァン子爵 (1861–1925) | チャールズ・ボイル 第10代コーク伯爵 第10代オーラリー伯爵 第11代ダンガーヴァン子爵 (1861–1925) |                                                 |                                                 | ロバート・ボイル 第11代コーク伯爵 第11代オーラリー伯爵 第12代ダンガーヴァン子爵 (1864–1934) | ロバート・ボイル 第11代コーク伯爵 第11代オーラリー伯爵 第12代ダンガーヴァン子爵 (1864–1934) | ロバート・ボイル 第11代コーク伯爵 第11代オーラリー伯爵 第12代ダンガーヴァン子爵 (1864–1934) | ロバート・ボイル 第11代コーク伯爵 第11代オーラリー伯爵 第12代ダンガーヴァン子爵 (1864–1934) | ロバート・ボイル 第11代コーク伯爵 第11代オーラリー伯爵 第12代ダンガーヴァン子爵 (1864–1934) | ロバート・ボイル 第11代コーク伯爵 第11代オーラリー伯爵 第12代ダンガーヴァン子爵 (1864–1934) |                                                                                            |                                                                                            | ウィリアム・ボイル 第12代コーク伯爵 第12代オーラリー伯爵 第13代ダンガーヴァン子爵 (1873–1967) | ウィリアム・ボイル 第12代コーク伯爵 第12代オーラリー伯爵 第13代ダンガーヴァン子爵 (1873–1967) | ウィリアム・ボイル 第12代コーク伯爵 第12代オーラリー伯爵 第13代ダンガーヴァン子爵 (1873–1967) | ウィリアム・ボイル 第12代コーク伯爵 第12代オーラリー伯爵 第13代ダンガーヴァン子爵 (1873–1967) | ウィリアム・ボイル 第12代コーク伯爵 第12代オーラリー伯爵 第13代ダンガーヴァン子爵 (1873–1967) | ウィリアム・ボイル 第12代コーク伯爵 第12代オーラリー伯爵 第13代ダンガーヴァン子爵 (1873–1967) |                                                                                            |                                                                                            | レジナルド・ボイル                                                                         | レジナルド・ボイル                                                                         | レジナルド・ボイル                                                                         | レジナルド・ボイル                                                                         | レジナルド・ボイル                                                                        | レジナルド・ボイル                                                                        |                                      |                                      |  |  | リチャード・ボイル 第7代シャノン伯爵 (1897–1917) | リチャード・ボイル 第7代シャノン伯爵 (1897–1917) | リチャード・ボイル 第7代シャノン伯爵 (1897–1917) | リチャード・ボイル 第7代シャノン伯爵 (1897–1917) | リチャード・ボイル 第7代シャノン伯爵 (1897–1917) | リチャード・ボイル 第7代シャノン伯爵 (1897–1917) |  |  | ロバート・ボイル 第8代シャノン伯爵 (1900–1963)   | ロバート・ボイル 第8代シャノン伯爵 (1900–1963)   | ロバート・ボイル 第8代シャノン伯爵 (1900–1963)   | ロバート・ボイル 第8代シャノン伯爵 (1900–1963)   | ロバート・ボイル 第8代シャノン伯爵 (1900–1963)   | ロバート・ボイル 第8代シャノン伯爵 (1900–1963)   |  |  |                              |                              |                              |                              |                              |                              |  |  |  |  |  |  |  |  |  |  |  |  |  |  |  |  |  |  |  |  |  |  |  |  |  |  |  |  |  |  |
|  |  |                              |                              |                              |                              |                                                                                              |                                                                                              |                                                                                              |                                                                                              |                                                                                              |                                                                                              | チャールズ・ボイル 第10代コーク伯爵 第10代オーラリー伯爵 第11代ダンガーヴァン子爵 (1861–1925) | チャールズ・ボイル 第10代コーク伯爵 第10代オーラリー伯爵 第11代ダンガーヴァン子爵 (1861–1925) | チャールズ・ボイル 第10代コーク伯爵 第10代オーラリー伯爵 第11代ダンガーヴァン子爵 (1861–1925) | チャールズ・ボイル 第10代コーク伯爵 第10代オーラリー伯爵 第11代ダンガーヴァン子爵 (1861–1925) | チャールズ・ボイル 第10代コーク伯爵 第10代オーラリー伯爵 第11代ダンガーヴァン子爵 (1861–1925) | チャールズ・ボイル 第10代コーク伯爵 第10代オーラリー伯爵 第11代ダンガーヴァン子爵 (1861–1925) |                                                 |                                                 | ロバート・ボイル 第11代コーク伯爵 第11代オーラリー伯爵 第12代ダンガーヴァン子爵 (1864–1934) | ロバート・ボイル 第11代コーク伯爵 第11代オーラリー伯爵 第12代ダンガーヴァン子爵 (1864–1934) | ロバート・ボイル 第11代コーク伯爵 第11代オーラリー伯爵 第12代ダンガーヴァン子爵 (1864–1934) | ロバート・ボイル 第11代コーク伯爵 第11代オーラリー伯爵 第12代ダンガーヴァン子爵 (1864–1934) | ロバート・ボイル 第11代コーク伯爵 第11代オーラリー伯爵 第12代ダンガーヴァン子爵 (1864–1934) | ロバート・ボイル 第11代コーク伯爵 第11代オーラリー伯爵 第12代ダンガーヴァン子爵 (1864–1934) |                                                                                            |                                                                                            | ウィリアム・ボイル 第12代コーク伯爵 第12代オーラリー伯爵 第13代ダンガーヴァン子爵 (1873–1967) | ウィリアム・ボイル 第12代コーク伯爵 第12代オーラリー伯爵 第13代ダンガーヴァン子爵 (1873–1967) | ウィリアム・ボイル 第12代コーク伯爵 第12代オーラリー伯爵 第13代ダンガーヴァン子爵 (1873–1967) | ウィリアム・ボイル 第12代コーク伯爵 第12代オーラリー伯爵 第13代ダンガーヴァン子爵 (1873–1967) | ウィリアム・ボイル 第12代コーク伯爵 第12代オーラリー伯爵 第13代ダンガーヴァン子爵 (1873–1967) | ウィリアム・ボイル 第12代コーク伯爵 第12代オーラリー伯爵 第13代ダンガーヴァン子爵 (1873–1967) |                                                                                            |                                                                                            | レジナルド・ボイル                                                                         | レジナルド・ボイル                                                                         | レジナルド・ボイル                                                                         | レジナルド・ボイル                                                                         | レジナルド・ボイル                                                                        | レジナルド・ボイル                                                                        |                                      |                                      |  |  | リチャード・ボイル 第7代シャノン伯爵 (1897–1917) | リチャード・ボイル 第7代シャノン伯爵 (1897–1917) | リチャード・ボイル 第7代シャノン伯爵 (1897–1917) | リチャード・ボイル 第7代シャノン伯爵 (1897–1917) | リチャード・ボイル 第7代シャノン伯爵 (1897–1917) | リチャード・ボイル 第7代シャノン伯爵 (1897–1917) |  |  | ロバート・ボイル 第8代シャノン伯爵 (1900–1963)   | ロバート・ボイル 第8代シャノン伯爵 (1900–1963)   | ロバート・ボイル 第8代シャノン伯爵 (1900–1963)   | ロバート・ボイル 第8代シャノン伯爵 (1900–1963)   | ロバート・ボイル 第8代シャノン伯爵 (1900–1963)   | ロバート・ボイル 第8代シャノン伯爵 (1900–1963)   |  |  |                              |                              |                              |                              |                              |                              |  |  |  |  |  |  |  |  |  |  |  |  |  |  |  |  |  |  |  |  |  |  |  |  |  |  |  |  |  |  |
|  |  |                              |                              |                              |                              |                                                                                              |                                                                                              |                                                                                              |                                                                                              |                                                                                              |                                                                                              |                                                                                               |                                                                                               |                                                                                               |                                                                                               |                                                                                               |                                                                                               |                                                 |                                                 |                                                                                             |                                                                                             |                                                                                             |                                                                                             |                                                                                             |                                                                                             |                                                                                            |                                                                                            |                                                                                               |                                                                                               |                                                                                               |                                                                                               |                                                                                               |                                                                                               |                                                                                            |                                                                                            |                                                                                            |                                                                                            |                                                                                            |                                                                                            |                                                                                           |                                                                                           |                                      |                                      |  |  |                                                  |                                                  |                                                  |                                                  |                                                  |                                                  |  |  |                                                  |                                                  |                                                  |                                                  |                                                  |                                                  |  |  |                              |                              |                              |                              |                              |                              |  |  |  |  |  |  |  |  |  |  |  |  |  |  |  |  |  |  |  |  |  |  |  |  |  |  |  |  |  |  |
|  |  |                              |                              |                              |                              |                                                                                              |                                                                                              |                                                                                              |                                                                                              |                                                                                              |                                                                                              |                                                                                               |                                                                                               |                                                                                               |                                                                                               |                                                                                               |                                                                                               |                                                 |                                                 |                                                                                             |                                                                                             |                                                                                             |                                                                                             |                                                                                             |                                                                                             |                                                                                            |                                                                                            | パトリック・ボイル 第13代コーク伯爵 第13代オーラリー伯爵 第14代ダンガーヴァン子爵 (1910–1995) | パトリック・ボイル 第13代コーク伯爵 第13代オーラリー伯爵 第14代ダンガーヴァン子爵 (1910–1995) | パトリック・ボイル 第13代コーク伯爵 第13代オーラリー伯爵 第14代ダンガーヴァン子爵 (1910–1995) | パトリック・ボイル 第13代コーク伯爵 第13代オーラリー伯爵 第14代ダンガーヴァン子爵 (1910–1995) | パトリック・ボイル 第13代コーク伯爵 第13代オーラリー伯爵 第14代ダンガーヴァン子爵 (1910–1995) | パトリック・ボイル 第13代コーク伯爵 第13代オーラリー伯爵 第14代ダンガーヴァン子爵 (1910–1995) |                                                                                            |                                                                                            | ジョン・ボイル 第14代コーク伯爵 第14代オーラリー伯爵 第15代ダンガーヴァン子爵 (1916–2003)  | ジョン・ボイル 第14代コーク伯爵 第14代オーラリー伯爵 第15代ダンガーヴァン子爵 (1916–2003)  | ジョン・ボイル 第14代コーク伯爵 第14代オーラリー伯爵 第15代ダンガーヴァン子爵 (1916–2003)  | ジョン・ボイル 第14代コーク伯爵 第14代オーラリー伯爵 第15代ダンガーヴァン子爵 (1916–2003)  | ジョン・ボイル 第14代コーク伯爵 第14代オーラリー伯爵 第15代ダンガーヴァン子爵 (1916–2003) | ジョン・ボイル 第14代コーク伯爵 第14代オーラリー伯爵 第15代ダンガーヴァン子爵 (1916–2003) |                                      |                                      |  |  |                                                  |                                                  |                                                  |                                                  |                                                  |                                                  |  |  | リチャード・ボイル 第9代シャノン伯爵 (1924–2013) | リチャード・ボイル 第9代シャノン伯爵 (1924–2013) | リチャード・ボイル 第9代シャノン伯爵 (1924–2013) | リチャード・ボイル 第9代シャノン伯爵 (1924–2013) | リチャード・ボイル 第9代シャノン伯爵 (1924–2013) | リチャード・ボイル 第9代シャノン伯爵 (1924–2013) |  |  |                              |                              |                              |                              |                              |                              |  |  |  |  |  |  |  |  |  |  |  |  |  |  |  |  |  |  |  |  |  |  |  |  |  |  |  |  |  |  |
|  |  |                              |                              |                              |                              |                                                                                              |                                                                                              |                                                                                              |                                                                                              |                                                                                              |                                                                                              |                                                                                               |                                                                                               |                                                                                               |                                                                                               |                                                                                               |                                                                                               |                                                 |                                                 |                                                                                             |                                                                                             |                                                                                             |                                                                                             |                                                                                             |                                                                                             |                                                                                            |                                                                                            | パトリック・ボイル 第13代コーク伯爵 第13代オーラリー伯爵 第14代ダンガーヴァン子爵 (1910–1995) | パトリック・ボイル 第13代コーク伯爵 第13代オーラリー伯爵 第14代ダンガーヴァン子爵 (1910–1995) | パトリック・ボイル 第13代コーク伯爵 第13代オーラリー伯爵 第14代ダンガーヴァン子爵 (1910–1995) | パトリック・ボイル 第13代コーク伯爵 第13代オーラリー伯爵 第14代ダンガーヴァン子爵 (1910–1995) | パトリック・ボイル 第13代コーク伯爵 第13代オーラリー伯爵 第14代ダンガーヴァン子爵 (1910–1995) | パトリック・ボイル 第13代コーク伯爵 第13代オーラリー伯爵 第14代ダンガーヴァン子爵 (1910–1995) |                                                                                            |                                                                                            | ジョン・ボイル 第14代コーク伯爵 第14代オーラリー伯爵 第15代ダンガーヴァン子爵 (1916–2003)  | ジョン・ボイル 第14代コーク伯爵 第14代オーラリー伯爵 第15代ダンガーヴァン子爵 (1916–2003)  | ジョン・ボイル 第14代コーク伯爵 第14代オーラリー伯爵 第15代ダンガーヴァン子爵 (1916–2003)  | ジョン・ボイル 第14代コーク伯爵 第14代オーラリー伯爵 第15代ダンガーヴァン子爵 (1916–2003)  | ジョン・ボイル 第14代コーク伯爵 第14代オーラリー伯爵 第15代ダンガーヴァン子爵 (1916–2003) | ジョン・ボイル 第14代コーク伯爵 第14代オーラリー伯爵 第15代ダンガーヴァン子爵 (1916–2003) |                                      |                                      |  |  |                                                  |                                                  |                                                  |                                                  |                                                  |                                                  |  |  | リチャード・ボイル 第9代シャノン伯爵 (1924–2013) | リチャード・ボイル 第9代シャノン伯爵 (1924–2013) | リチャード・ボイル 第9代シャノン伯爵 (1924–2013) | リチャード・ボイル 第9代シャノン伯爵 (1924–2013) | リチャード・ボイル 第9代シャノン伯爵 (1924–2013) | リチャード・ボイル 第9代シャノン伯爵 (1924–2013) |  |  |                              |                              |                              |                              |                              |                              |  |  |  |  |  |  |  |  |  |  |  |  |  |  |  |  |  |  |  |  |  |  |  |  |  |  |  |  |  |  |
|  |  |                              |                              |                              |                              |                                                                                              |                                                                                              |                                                                                              |                                                                                              |                                                                                              |                                                                                              |                                                                                               |                                                                                               |                                                                                               |                                                                                               |                                                                                               |                                                                                               |                                                 |                                                 |                                                                                             |                                                                                             |                                                                                             |                                                                                             |                                                                                             |                                                                                             |                                                                                            |                                                                                            |                                                                                               |                                                                                               |                                                                                               |                                                                                               |                                                                                               |                                                                                               |                                                                                            |                                                                                            | ジョン・ボイル 第15代コーク伯爵 第15代オーラリー伯爵 第16代ダンガーヴァン子爵 (1945-)      | ジョン・ボイル 第15代コーク伯爵 第15代オーラリー伯爵 第16代ダンガーヴァン子爵 (1945-)      | ジョン・ボイル 第15代コーク伯爵 第15代オーラリー伯爵 第16代ダンガーヴァン子爵 (1945-)      | ジョン・ボイル 第15代コーク伯爵 第15代オーラリー伯爵 第16代ダンガーヴァン子爵 (1945-)      | ジョン・ボイル 第15代コーク伯爵 第15代オーラリー伯爵 第16代ダンガーヴァン子爵 (1945-)     | ジョン・ボイル 第15代コーク伯爵 第15代オーラリー伯爵 第16代ダンガーヴァン子爵 (1945-)     |                                      |                                      |  |  |                                                  |                                                  |                                                  |                                                  |                                                  |                                                  |  |  | リチャード・ボイル 第10代シャノン伯爵 (1960-)    | リチャード・ボイル 第10代シャノン伯爵 (1960-)    | リチャード・ボイル 第10代シャノン伯爵 (1960-)    | リチャード・ボイル 第10代シャノン伯爵 (1960-)    | リチャード・ボイル 第10代シャノン伯爵 (1960-)    | リチャード・ボイル 第10代シャノン伯爵 (1960-)    |  |  |                              |                              |                              |                              |                              |                              |  |  |  |  |  |  |  |  |  |  |  |  |  |  |  |  |  |  |  |  |  |  |  |  |  |  |  |  |  |  |